# Unione Sportiva Savoia 1939-1940
Questa voce raccoglie le informazioni riguardanti il Savoia nelle competizioni ufficiali della stagione 1939-1940.

## Stagione
La stagione 1939-1940 fu la 20ª stagione sportiva del Savoia.
Serie C 1939-1940: 9º posto

## Divise
| Casa |

## Organigramma societario
Area direttiva
- Presidente:  Bruno Salzano
- Vice presidente: Alfredo Lettieri

Area organizzativa
- Segretario generale: Vincenzo Montuori

Area tecnica
- Direttore Sportivo: Angelo Guidone
- Allenatore:  Osvaldo Sacchi

## Rosa
| N. |                      | Ruolo | Calciatore           |
| -- | -------------------- | ----- | -------------------- |
|    | Italia (bandiera)    | P     | Fosco Risorti        |
|    | Italia (bandiera)    | D     | Antonio Del Giudice  |
|    | Argentina (bandiera) | D     | Arcangelo Di Reda    |
|    | Italia (bandiera)    | D     | Felice Maligoi       |
|    | Italia (bandiera)    | D     | Remigio Scavazza     |
|    | Italia (bandiera)    | C     | Andrea Angiolini     |
|    | Italia (bandiera)    | C     | Giacomo Busiello     |
|    | Italia (bandiera)    | C     | Raffaele Giraud I    |
|    | Italia (bandiera)    | C     | Antonello Martinolli |
|    | Italia (bandiera)    | C     | Giulio Negri         |

| N. |                   | Ruolo | Calciatore            |
| -- | ----------------- | ----- | --------------------- |
|    | Italia (bandiera) | C     | Oscar Sacchi          |
|    | Italia (bandiera) | A     | Giovanni Giraud III   |
|    | Italia (bandiera) | A     | Mario Abatematteo     |
|    | Italia (bandiera) | A     | Sergio Marcer         |
|    | Italia (bandiera) | A     | Armando Salvatore     |
|    | Italia (bandiera) |       | Francesco Gallo       |
|    | Italia (bandiera) |       | Paris La Rocca        |
|    | Italia (bandiera) |       | Pisani                |
|    | Italia (bandiera) |       | Agostino Scognamiglio |
|    | Italia (bandiera) |       | Sergio Ancillotti     |

## Calciomercato
| Acquisti | Acquisti | Acquisti | Acquisti   |
| R.       | Nome     | da       | Modalità   |
| -------- | -------- | -------- | ---------- |
|          |          |          | definitivo |

| Cessioni | Cessioni | Cessioni | Cessioni   |
| R.       | Nome     | a        | Modalità   |
| -------- | -------- | -------- | ---------- |
|          |          |          | definitivo |

## Risultati

### Serie C

#### Girone di andata
| Arbitro: | Nocentino |

|                  |           |            |
| Torraca 34’, 82’ | Marcatori | 19’ Marcer |

| Torre Annunziata 1º ottobre 1939, ore CEST 2ª giornata | Savoia | 0 – 0 | Supertessile Rieti | Campo Formisano\| Arbitro: \| Prandi \| |
| Arbitro:                                               | Prandi |       |                    |                                         |

| Arbitro: | Costantini |

|            |           |                                 |
| Senese 41’ | Marcatori | 15’ Marcer 41’, 51’ Abatematteo |

| Arbitro: | Signorile |

|            |           |            |
| Marcer 30’ | Marcatori | 43’ Stilli |

| Arbitro: | Colonna |

|                 |           |  |
| Lanciaprima 56’ | Marcatori |  |

| Arbitro: | Prandi |

|                                                     |           |  |
| Abatematteo 39’ Strappini 48’ (aut.) Giraud III 79’ | Marcatori |  |

| Arbitro: | Del Cagno |

|            |           |                  |
| Marcer 49’ | Marcatori | 88’ (rig.) Carta |

| 19 novembre 1939, ore CEST 8ª giornata |  | – Savoia riposa |  |  |

| Arbitro: | Gatti |

|            |           |  |
| Marcer 75’ | Marcatori |  |

| Arbitro: | Lo Vecchi |

|                          |           |            |
| Pezzini 35’ Veronesi 55’ | Marcatori | 20’ Marcer |

| Arbitro: | Picagno |

|                           |           |  |
| Negri 31’ Abatematteo 52’ | Marcatori |  |

| Arbitro: | Colonna |

|                   |           |  |
| Bizzarro 31’, 47’ | Marcatori |  |

| Arbitro: | Peris |

|                                                  |           |             |
| Martinolli 30’ Salvatore 53’, 78’ Giraud III 77’ | Marcatori | 15’ Granata |

| Arbitro: | Pulitini |

|                                       |           |                 |
| Preti 37’ Bernardini 61’ Andreini 85’ | Marcatori | 35’ Abatematteo |

| Arbitro: | Cristanziello (Bari) |

|                  |           |  |
| Negri 55’ (rig.) | Marcatori |  |

#### Girone di ritorno
| Arbitro: | Goracci |

|                 |           |  |
| Abatematteo 22’ | Marcatori |  |

| Arbitro: | D'Agostino |

|                |           |  |
| Lessi 70’, 76’ | Marcatori |  |

| Arbitro: | Toscano |

|                                 |           |  |
| Negri 15’ (rig.) Martinolli 37’ | Marcatori |  |

| Arbitro: | Pulitini |

|                      |           |  |
| Paoli 70’ Stilli 82’ | Marcatori |  |

| Arbitro: | Scotti |

|            |           |  |
| Marcer 80’ | Marcatori |  |

| Arbitro: | Masini |

|  |           |            |
|  | Marcatori | 75’ Marcer |

| Arbitro: | Lisotto |

|                                         |           |                                    |
| Abatematteo 32’ Marcer 33’ Scavazza 90’ | Marcatori | 30’ Carta 46’ Maturo 87’ Guarnieri |

| 24 marzo 1940, ore CET 23ª giornata |  | – Savoia riposa |  |  |

| Arbitro: | Curradi |

|                           |           |  |
| Valletta 2’ Parissone 85’ | Marcatori |  |

| Arbitro: | Vannini |

|               |           |            |
| Salvatore 70’ | Marcatori | 5’ Pezzini |

| Arbitro: | Rossi |

|              |           |  |
| Esposito 60’ | Marcatori |  |

| Arbitro: | Bonamartini |

|               |           |              |
| Angiolini 43’ | Marcatori | 18’ Bizzarro |

| Arbitro: | Masseroni |

|                |           |           |
| Marzi 10’, 32’ | Marcatori | 33’ Negri |

| Torre Annunziata 19 maggio 1940, ore CET 29ª giornata | Savoia | 0 – 0 | MATER | Campo Formisano\| Arbitro: \| Rizzo \| |
| Arbitro:                                              | Rizzo  |       |       |                                        |

| Orbetello 26 maggio 1940, ore CET 30ª giornata | Orbetello | 0 – 0 | Savoia | \| Arbitro: \| Candela \| |
| Arbitro:                                       | Candela   |       |        |                           |

### Coppa Italia
| Torre Annunziata 3 settembre 1939, ore CEST Qualificazione                      | Savoia    | 5 – 0 referto | Alba Roma | Campo Formisano |
| \| \| \| \| \| Sacchi 1’ Negri 15’ Abatematteo 47’, 48’, 89’ \| Marcatori \| \| |           |               |           |                 |
|                                                                                 |           |               |           |                 |
| Sacchi 1’ Negri 15’ Abatematteo 47’, 48’, 89’                                   | Marcatori |               |           |                 |

| Torre Annunziata 10 settembre 1939, ore CEST Primo turno | Savoia    | 1 – 0 referto | Civitavecchiese | Campo Formisano |
| \| \| \| \| \| Negri 45’ \| Marcatori \| \|              |           |               |                 |                 |
|                                                          |           |               |                 |                 |
| Negri 45’                                                | Marcatori |               |                 |                 |

| Torre Annunziata 17 settembre 1939 Secondo turno                        | Savoia    | 2 – 1 (d.t.s.) referto | Salernitana | Campo Formisano |
| \| \| \| \| \| Negri 21’ (rig.) Marcer 97’ \| Marcatori \| 65’ Volpe \| |           |                        |             |                 |
|                                                                         |           |                        |             |                 |
| Negri 21’ (rig.) Marcer 97’                                             | Marcatori | 65’ Volpe              |             |                 |

| Torre Annunziata 12 novembre 1939, ore CEST Terzo turno             | Savoia    | 2 – 1 referto | Bisceglie | Campo Formisano |
| \| \| \| \| \| Negri 57’ Marcer 63’ \| Marcatori \| 52’ Lopopolo \| |           |               |           |                 |
|                                                                     |           |               |           |                 |
| Negri 57’ Marcer 63’                                                | Marcatori | 52’ Lopopolo  |           |                 |

| Arbitro: | Tonnetti (Roma) |

|                     |           |                              |
| Scavazza 75’ (rig.) | Marcatori | 10’, 68’ Quario 11’ Venditto |

## Statistiche
Aggiornate al 26 maggio 1940.

### Statistiche di squadra
| Competizione | Punti | In casa | In casa | In casa | In casa | In casa | In casa | In trasferta | In trasferta | In trasferta | In trasferta | In trasferta | In trasferta | Totale | Totale | Totale | Totale | Totale | Totale | DR |
| Competizione | Punti | G       | V       | N       | P       | Gf      | Gs      | G            | V            | N            | P            | Gf           | Gs           | G      | V      | N      | P      | Gf     | Gs     | DR |
| ------------ | ----- | ------- | ------- | ------- | ------- | ------- | ------- | ------------ | ------------ | ------------ | ------------ | ------------ | ------------ | ------ | ------ | ------ | ------ | ------ | ------ | -- |
| Serie C      | 28    | 14      | 8       | 6       | 0       | 21      | 7       | 14           | 2            | 2            | 10           | 9            | 21           | 28     | 10     | 8      | 10     | 30     | 28     | +2 |
| Coppa Italia | -     | 5       | 4       | 0       | 1       | 11      | 5       | 0            | 0            | 0            | 0            | 0            | 0            | 5      | 4      | 0      | 1      | 11     | 5      | +6 |
| Totale       | 28    | 19      | 12      | 6       | 1       | 32      | 12      | 14           | 2            | 2            | 10           | 9            | 21           | 33     | 14     | 8      | 11     | 41     | 33     | +8 |

### Andamento in campionato
| Giornata  | 1 | 2 | 3 | 4 | 5 | 6 | 7 | 8 | 9 | 10 | 11 | 12 | 13 | 14 | 15 | 16 | 17 | 18 | 19 | 20 | 21 | 22 | 23 | 24 | 25 | 26 | 27 | 28 | 29 | 30 |
| --------- | - | - | - | - | - | - | - | - | - | -- | -- | -- | -- | -- | -- | -- | -- | -- | -- | -- | -- | -- | -- | -- | -- | -- | -- | -- | -- | -- |
| Luogo     | T | C | T | C | T | C | T | - | C | T  | C  | T  | C  | T  | C  | C  | T  | C  | T  | C  | T  | C  | -  | T  | C  | T  | C  | T  | C  | T  |
| Risultato | P | N | V | N | P | V | N | - | V | P  | V  | P  | V  | P  | V  | V  | P  | V  | P  | V  | V  | N  | -  | P  | N  | P  | N  | P  | N  | N  |
| Posizione |   |   |   |   |   |   |   |   |   |    |    |    |    |    |    |    |    |    |    |    |    |    |    |    |    |    |    |    |    | 9  |

Legenda:

Luogo: C = Casa; T = Trasferta. Risultato: V = Vittoria; N = Pareggio; P = Sconfitta.
- = Turno di riposo.

### Statistiche dei giocatori
| Giocatore      | Serie C  | Serie C | Coppa Italia | Coppa Italia | Totale   | Totale |
| Giocatore      | Presenze | Reti    | Presenze     | Reti         | Presenze | Reti   |
| -------------- | -------- | ------- | ------------ | ------------ | -------- | ------ |
| M. Abatematteo | 24       | 7       | 4+           | 3            | 28+      | 10     |
| A. Angiolini   | 11       | 1       | 0+           | 0            | 11+      | 1      |
| G. Busiello    | 23       | 0       | 2+           | 0            | 25+      | 0      |
| A. Del Giudice | 18       | 0       | 3+           | 0            | 21+      | 0      |
| A. Di Reda     | 28       | 0       | 4+           | 0            | 32+      | 0      |
| F. Gallo       | 0        | 0       | 0+           | 0            | 0+       | 0      |
| G. Giraud III  | 23       | 2       | 2+           | 0            | 25+      | 2      |
| R. Giraud I    | 21       | 0       | 2+           | 0            | 23+      | 0      |
| P. La Rocca    | 6        | 0       | 0+           | 0            | 6+       | 0      |
| F. Maligoi     | 10       | 0       | 4+           | 0            | 14+      | 0      |
| S. Marcer      | 25       | 9       | 5            | 1            | 30       | 10     |
| A. Martinolli  | 25       | 2       | 4+           | 0            | 29+      | 2      |
| G. Negri       | 24       | 4       | 5            | 3            | 29       | 7      |
| Pisani         | 1        | 0       | 0+           | 0            | 1+       | 0      |
| F. Risorti     | 28       | -28     | 4+           | -4+          | 32+      | -32+   |
| O. Sacchi      | 14       | 0       | 4+           | 1            | 18+      | 1      |
| A. Salvatore   | 15       | 3       | 0+           | 0            | 15+      | 3      |
| R. Scavazza    | 11       | 1       | 3+           | 1            | 14+      | 2      |
| Scognamiglio   | 1        | 0       | 0+           | 0            | 1+       | 0      |